# Moriviller
Moriviller ist eine Gemeinde im französischen Département Meurthe-et-Moselle in der Verwaltungsregion Grand Est. Sie gehört zum Kanton Lunéville-2 und zum Arrondissement Lunéville.
Nachbargemeinden sind Franconville im Norden, Gerbéviller im Osten, Remenoville im Südosten, Rozelieures im Süden, Clayeures im Südwesten sowie Landécourt im Nordwesten.

## Bevölkerungsentwicklung
| Jahr      | 1962 | 1968 | 1975 | 1982 | 1990 | 1999 | 2008 | 2019 |
| --------- | ---- | ---- | ---- | ---- | ---- | ---- | ---- | ---- |
| Einwohner | 136  | 124  | 104  | 107  | 96   | 81   | 90   | 92   |

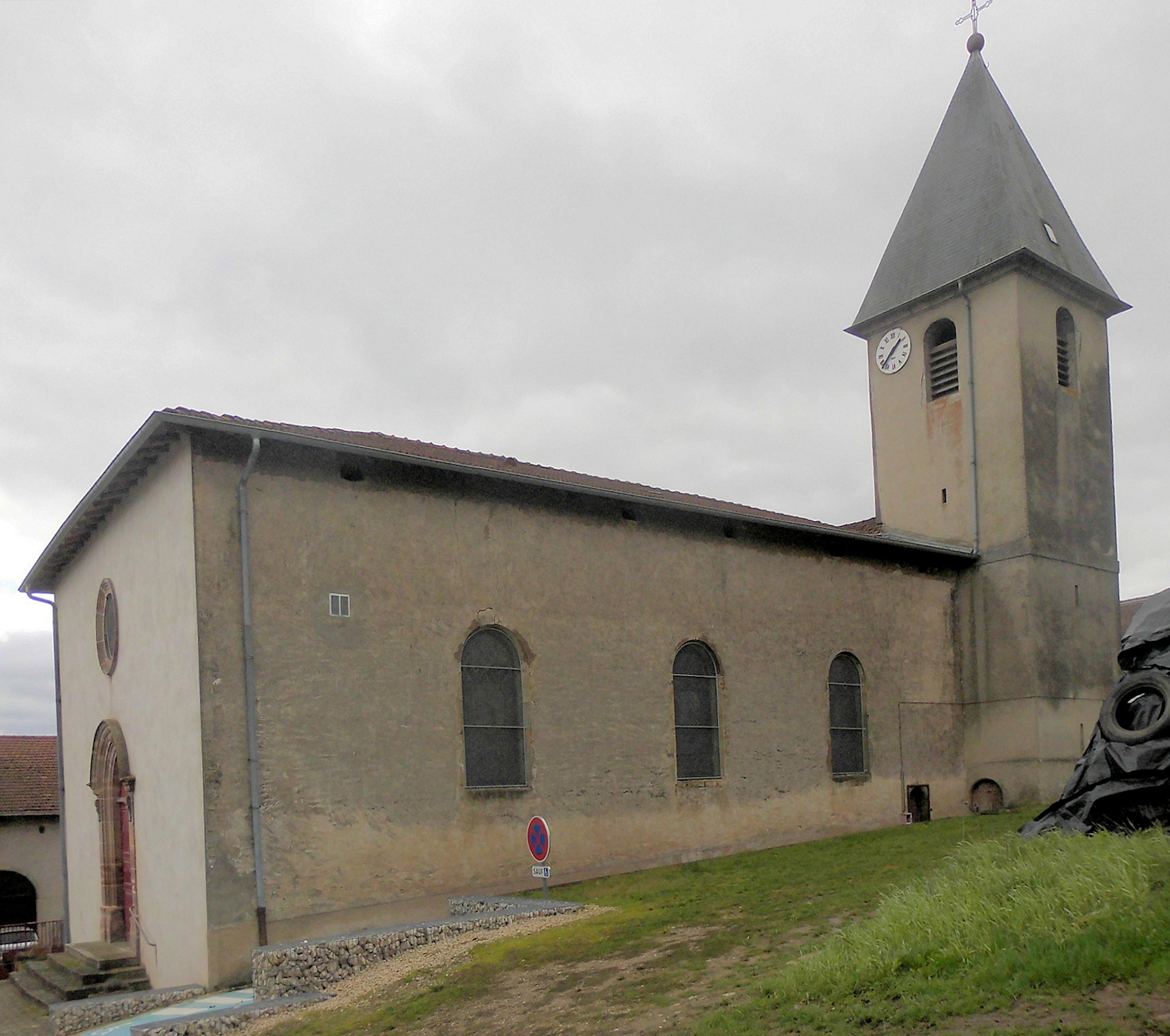
Himmelfahrtskirche
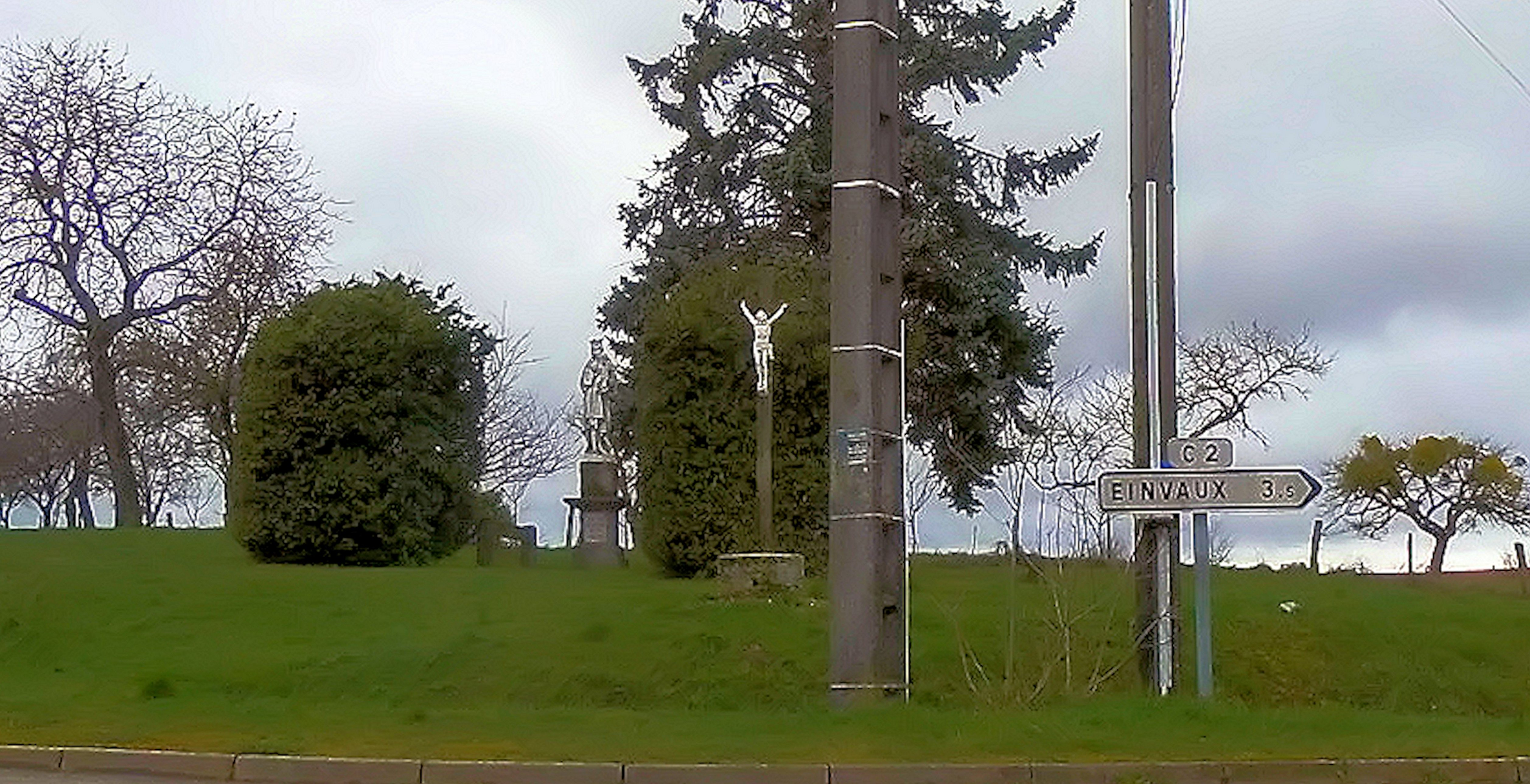
Marienstatue und Wegkreuz